# Sergio Jiménez Rodríguez
Sergio Jiménez Rodríguez (Salamanca, 10 de septiembre de 1980). Es un entrenador de baloncesto profesional español 

## Trayectoria
Tiene una dilatada experiencia en los banquillos tanto de ACB como de las Ligas FEB, pese a su juventud. Durante las temporadas 2009 -2010 a 2010-2011, Sergio fue entrenador jefe del CB Illescas, en LEB PLATA. Posteriormente, desde la temporada 2011-2012, a la 2013-2014, fue entrenador ayudante de Porfirio Fisac, Chus Mateo, Trifón Poch y Luis Casimiro, en el Montakit Fuenlabrada de la Liga ACB Endesa.
Durante la temporada deportiva 2015-2016, fue el primer entrenador del Araberri Basket Club, ocupando la segunda posición en la Liga Regular (con récord de victorias), y finalmente consiguiendo el ascenso a la Liga LEB ORO tras ganar el Play Off de ascenso.
Asimismo, fue entrenador ayudante de Sito Alonso y Paco Redondo, en la selección española sub-20, consiguiendo la medalla de bronce en el Europeo de 2013 y la de plata en el Europeo de 2015.
En 2016 se convierte en entrenador del Club Baloncesto Peñas Huesca de la liga LEB en sustitución de Quim Costa.
En verano de 2017, se compromete con el Ávila Auténtica Carrefour El Bulevar de la Liga LEB Plata.
En 2019, firma como entrenador del Movistar Estudiantes "B" de Liga EBA.
En la temporada 2022-23, compagina el cargo de entrenador del equipo estudiantil de Liga EBA, con el de asistente del primer equipo de Liga LEB Oro.
El 16 de noviembre de 2023, firma como entrenador del Palmer Basket Mallorca de la Liga LEB Plata, tras la destitución de Óscar Olivenza.
El 5 de marzo de 2024, es destituido como entrenador del conjunto mallorquín.

## Clubes como entrenador
- 2009-2011: CB Illescas
- 2011-2014: Entrenador ayudante en el Montakit Fuenlabrada de Porfirio Fisac, Chus Mateo, Trifón Poch y Luis Casimiro.
- 2015-2016: Araberri Basket Club
- 2016-2017: Club Baloncesto Peñas Huesca
- 2017-2019: Ávila Auténtica Carrefour El Bulevar
- 2019-Actualidad: Movistar Estudiantes "B"
- 2022-2023: Movistar Estudiantes (Asistente)
- 2023-2024: Palmer Basket Mallorca